# Semàntica formal
La semàntica formal és l'estudi de les interpretacions dels llenguatges formals. Els llenguatges formals poden definir-se sense necessitat de donar cap significat a les seves expressions. Una interpretació d'un llenguatge formal és bàsicament una assignació de significats als seus símbols, i de condicions de veritat a les seves fórmules ben formades.
Un objectiu important de la construcció d'una semàntica formal per a un llenguatge formal és la caracterització de la relació de conseqüència lògica en termes semàntics, i la demostració de metateoremes a partir d'aquesta caracterització. Una vegada definit el que és una interpretació per a un llenguatge formal, es diu que una fórmula  A  és una conseqüència semàntica d'un conjunt de fórmules {\displaystyle \Gamma }, si i només si per a tota interpretació que fa vertaderes a les fórmules en {\displaystyle \Gamma },  A  també és veritable.